# Barbara chante Barbara
Albums de Barbara
Dis, quand reviendras-tu ?
(1964) Le Mal de vivre
(1965)
Barbara chante Barbara est le cinquième album de Barbara, sorti en 1964, récompensé par le Grand Prix du disque 1965 de l'Académie Charles-Cros.

## Autour du disque
Sorti en 1964, l'album parait sous la référence Philips 6332 103, en format 33 tours 30 cm et en monophonie. 
L'album est également sorti sous pressage canadien, japonais, hollandais, anglais, allemand et italien. 
L'album est véritablement le premier succès commercial de Barbara (après celui de la chanson Dis, quand reviendras-tu ?)[réf. nécessaire].
En 1998, il est réédité en CD sous le label Mercury.
Il est également connu dans l'industrie musicale sous le nom de l'Album à la rose, en raison de l'illustration de la pochette.

## Liste des titres
Toutes les chansons sont écrites et composées par Barbara, sauf où indiqué.
| 1. | À mourir pour mourir   | 2:45 |
| 2. | Pierre                 | 2:59 |
| 3. | Le Bel Âge             | 2:24 |
| 4. | Au bois de Saint-Amand | 1:31 |
| 5. | Je ne sais pas dire    | 3:06 |
| 6. | Gare de Lyon           | 1:59 |

| 1. | Nantes                                         | 4:05 |
| 2. | Chapeau bas                                    | 2:03 |
| 3. | Paris 15 août                                  | 2:19 |
| 4. | Bref                                           | 2:34 |
| 5. | Sans bagages (paroles de Sophie Makhno)        | 2:36 |
| 6. | Ni belle ni bonne (musique de Liliane Benelli) | 2:59 |